# Stars League de Catar 2015-16
La temporada 2015-16 fue la 43.ª edición de la Qatar Stars League, el campeonato de máxima categoría del fútbol en Catar. La temporada comenzó el 11 de septiembre de 2015 y finalizó el 16 de abril de 2016.
El Lekhwiya SC parte como el campeón defensor.

## Equipos
El Al Rayyan SC fue promovido como campeón de la Qatargas League 2014-15. El subcampeón Mesaimeer SC obtuvo el otro cupo. Sustituyeron a los clubes Al-Shahania y Al Shamal.

### Datos generales
| Club              | Ciudad    | Estadio                      | Capacidad | Entrenador         |
| ----------------- | --------- | ---------------------------- | --------- | ------------------ |
| Al-Ahli           | Doha      | Estadio Grand Hamad          | 13,000    | Zlatko Kranjčar    |
| Al-Arabi          | Doha      | Estadio Grand Hamad          | 13,000    | Gianfranco Zola    |
| Al-Gharafa SC     | Al-Rayyan | Estadio Thani bin Jassim     | 25,000    | Pedro Caixinha     |
| Al-Kharitiyath SC | Umm Salal | Estadio Al Khor              | 13,000    | Amar Osim          |
| Al-Khor SC        | Al Khor   | Estadio Al Khor              | 13,000    | Jean Fernández     |
| Al-Sadd SC        | Doha      | Estadio Jassim bin Hamad     | 14,000    | Hussein Amotta     |
| Al-Sailiya SC     | Doha      | Estadio Jassim bin Hamad     | 14,000    | Sami Trabelsi      |
| Al Rayyan SC      | Al-Rayyan | Estadio Thani bin Jassim     | 25,000    | Jorge Fossati      |
| Al-Wakrah SC      | Al Wakrah | Estadio Al-Wakrah            | 12,000    | Jose Mauricio      |
| El Jaish SC       | Doha      | Estadio Abdullah bin Khalifa | 15,000    | Sabri Lamouchi     |
| Lekhwiya SC       | Doha      | Estadio Abdullah bin Khalifa | 15,000    | Djamel Belmadi     |
| Mesaimeer SC      | Al-Rayyan | Estadio Al-Sailiya           | 25,000    | Rodion Gačanin     |
| Qatar SC          | Doha      | Estadio Suheim bin Hamad     | 13,000    | Sebastião Lazaroni |
| Umm-Salal         | Umm Salal | Estadio Umm Salal            | 13,000    | Bülent Uygun       |

### Cambios de estadio
- El club El Jaish fue movido fuera del Estadio Suheim Bin Hamad para el Estadio Abdullah bin Khalifa.
- El club Al-Ahli Doha fue movido fuera del Estadio Hamad bin Khalifa para el Estadio Grand Hamad.
- El club Al Sailiya fue movido fuera del Estadio Ahmed bin Ali para el Estadio Jassim Bin Hamad.
- El club Umm Salal SC fue movido fuera del Estadio Grand Hamad para el Estadio Suheim Bin Hamad.

### Jugadores extranjeros
El número de jugadores foráneos está restringida a 4 por equipo.
| Club              | Jugador 1         | Jugador 2          | Jugador 3            | Jugador AFC         |
| ----------------- | ----------------- | ------------------ | -------------------- | ------------------- |
| Al Ahli SC        | Mulota Kabangu    | Firmin Mubele      | Pejman Montazeri     | Mojtaba Jabbari     |
| Al-Arabi SC       | Paulinho          | Junior Dutra       | Rod Fanni            | Ashkan Dejagah      |
| Al-Sailiya SC     | Faouzi Aaish      | Raoul Loé          | Dragoș Grigore       | Edinho              |
| Al-Khor SC        | Julio Cesar       | Madson             | Marco Antonio        | Lee Young           |
| Al Rayyan SC      | Sergio García     | Víctor Cáceres     | Gonzalo Viera        | Koh Myong Jin       |
| Al Sadd SC        | Xavi              | Muriqui            | Nadir Belhadj        | Lee Jung Soo        |
| Al-Gharafa SC     | Alan Dioko        | Anderson Martins   | Yassine Chikhaoui    | Masoud Shojaei      |
| Al-Wakrah SC      | Sebastián Sáez    | Mouhcine Moutouali | Rúben Amorim         | Ali Rehema          |
| Al Kharaitiyat SC | Yahia Kébé        | Domingos           | Anouar Diba          | Hassan Abdel-Fattah |
| El Jaish SC       | Lucas Mendes      | Romarinho          | Abderrazak Hamdallah | Sardor Rashidov     |
| Lekhwiya SC       | Vladimír Weiss    | Chico Flores       | Youssef Msakni       | Nam Tae-Hee         |
| Mesaimeer SC      | Hélio Pinto       | Rafael Amorim      | Erivelto Silva       | Mohammad Nouri      |
| Catar SC          | Moumouni Dagano   | Mouhcine Iajour    | Ismail Belmaalem     | Han Kook-young      |
| Umm-Salal         | Jérémie Aliadière | Yannick Sagbo      | Welinton             | Andranik Teymourian |

## Tabla de posiciones
| Pos | Equipo         | PJ | PG | PE | PP | GF | GC | Dif | Pts |
| --- | -------------- | -- | -- | -- | -- | -- | -- | --- | --- |
| 01. | Al Rayyan (C)  | 26 | 20 | 2  | 4  | 69 | 23 | +46 | 62  |
| 02. | El Jaish       | 26 | 14 | 6  | 6  | 48 | 29 | +19 | 48  |
| 03. | Al Sadd        | 26 | 13 | 8  | 5  | 54 | 38 | +16 | 47  |
| 04. | Lekhwiya       | 26 | 14 | 2  | 10 | 60 | 41 | +19 | 44  |
| 05. | Umm Salal      | 26 | 10 | 11 | 5  | 39 | 34 | +5  | 41  |
| 06. | Al-Ahli        | 26 | 10 | 7  | 9  | 42 | 40 | +2  | 37  |
| 07. | Al Sailiya     | 26 | 11 | 3  | 12 | 40 | 46 | −6  | 36  |
| 08. | Al Arabi       | 26 | 10 | 5  | 11 | 33 | 37 | −4  | 35  |
| 09. | Al-Gharafa     | 26 | 9  | 7  | 10 | 33 | 37 | −4  | 34  |
| 10. | Al-Khor        | 26 | 9  | 6  | 11 | 25 | 31 | −6  | 33  |
| 11. | Al-Wakrah      | 26 | 9  | 3  | 14 | 34 | 45 | −11 | 30  |
| 12. | Al Kharaitiyat | 26 | 7  | 6  | 13 | 38 | 47 | −9  | 27  |
| 13. | Catar SC       | 26 | 6  | 9  | 11 | 31 | 51 | −20 | 27  |
| 14. | Mesaimeer      | 26 | 1  | 3  | 22 | 15 | 62 | −47 | 6   |

Pts = Puntos; PJ = Partidos jugados; G = Partidos ganados; E = Partidos empatados; P = Partidos perdidos; GF = Goles anotados; GC = Goles recibidos; Dif = Diferencia de goles

(C) = Campeón.

Fuente:
1. ↑  Clasifica a la Fase de Grupos de la Liga de Campeones de la AFC 2017, como campeón de la Copa Emir de Catar 2016.

|  | Liga de Campeones 2017                 |
|  | Liga de Campeones 2017 (Play-Off)      |
|  | Copa GCC 2017                          |
|  | Copa de Clubes del Mundo Árabe 2016-17 |
|  | Descenso a la Qatargas League 2016-17  |

## Goleadores
Actualizado al final del torneo
| Posición | jugador              | Club           | Goles |
| -------- | -------------------- | -------------- | ----- |
| 1        | Rodrigo Tabata       | Al Rayyan SC   | 21    |
| 1        | Abderrazak Hamdallah | El Jaish       | 21    |
| 3        | Meshal Abdullah      | Al-Ahli Doha   | 18    |
| 3        | Yahia Kébé           | Al Kharitiyath | 18    |
| 5        | Sergio García        | Al Rayyan SC   | 16    |
| 5        | Mouhssine Iajour     | Al-Ahli Doha   | 16    |
| 5        | Sebastián Sáez       | Al-Wakrah SC   | 16    |
| 8        | Youssef Msakani      | Lekhwiya SC    | 14    |
| 8        | Faouzi Aaish         | Al Sailiya     | 14    |
| 10       | Yannick Sagbo        | Umm-Salal SC   | 13    |